# Rouja Lazarova
Rouja Lazarova (en cyrillique bulgare, Ружа Лазарова), née à Sofia en août 1968, est une romancière  bulgare francophone qui habite à Paris depuis 1991. 

## Parcours
Elle étudie au lycée français de Sofia et, plus tard, la philologie et lettres françaises à l'université Saint-Clément d'Ohrid de Sofia. Après les désenchantements de la révolution de 1989, elle s'installe en France, et étudie les sciences politiques, notamment à Sciences Po Paris.
Elle commence à écrire et publier des nouvelles en bulgare de 1987 à 1991 et gagne le prix « Prose jeune » en 1990. 
En France, elle adopte la langue française pour poursuivre son travail d'écrivain – romans,  nouvelles,  une œuvre théâtrale jouée au festival de la Correspondance à Grignan.

## Romans
- Sur le bout de la langue (Éditions 00h00, 1998)
- Cœurs croisés (Flammarion, 2000)
- Frein (Balland, 2004)
- Mausolée (Flammarion, 2009)